# Víctor Monter
General Víctor Monter fue un militar mexicano que participó en la Revolución mexicana. Fue fusilado por las fuerzas villistas de la División del Norte cerca de la estación de trenes de la ciudad de Zacatecas, durante la Batalla del mismo nombre en junio de 1914. 